# Hexamethylfosfortriamide
Hexamethylfosfortriamide of hexamethylfosforamide (kortweg HMPT of HMPA) is een kleurloze, onaangenaam ruikende, giftige vloeistof. Het wordt gebruikt als oplosmiddel in de organische chemie.

## Synthese
De bereiding van hexamethylfosfortriamide gebeurt door de reactie van fosforoxychloride met dimethylamine waarbij naast HMPA ook drie equivalenten zoutzuur vrijkomen.
De reactie kan plaatsvinden in een geschikt oplosmiddel, bijvoorbeeld chloroform of een aromatische verbinding zoals benzeen, ethylbenzeen of xyleen. Hexamethylfosfortriamide kan echter ook zelf als reactiemidden fungeren.

## Toepassingen
Hexamethylfosfortriamide is een polair aprotisch oplosmiddel, dat geschikt is om er diverse organische reacties in door te laten gaan. Het lost zowel organische als anorganische verbindingen, veel kunststoffen en gassen op. Het is onder andere gebruikt als oplosmiddel voor het spinnen van acrylvezels en voor het verwijderen van ethyn uit gasstromen. Het is ook gebruikt als oplosmiddel voor het verwijderen van koolstofafzettingen in verbrandingsmotoren.

## Toxicologie en veiligheid
Hoewel hexamethylfosfortriamide een zeer nuttige verbinding is, zijn er enkel grote nadelen aan verbonden. Het is namelijk sterk carcinogeen, waardoor het enkel nog in gesloten systemen mag gebruikt worden. Bij proeven op ratten is gebleken dat een lage concentratie van de stof in de lucht reeds kanker kan veroorzaken. De stof kan ook genetische afwijkingen veroorzaken bij de mens. Daarom wordt hexamethylfosfortriamide waar mogelijk vervangen door alternatieve oplosmiddelen, zoals dimethylformamide of dimethylsulfoxide.